# Kasteel van Woerden
Het Kasteel van Woerden is tussen 1407 en 1415 als burcht gebouwd door hertog Jan van Beieren, heer van Woerden.

## Kenmerken
Het kasteel is vierkant van vorm, heeft een ophaalbrug en drie ronde en een rechthoekige toren. De slotgracht is lange tijd gedempt geweest, maar het kasteel ligt nu weer grotendeels door water omgeven op een schiereilandje in de singel, naast de veel later gebouwde Sint-Bonaventurakerk.

## Geschiedenis
De eerste bron over de bouw van het kasteel dateert van 1415, maar daaruit blijkt dat de bouw dan al ver gevorderd is. De rentmeester Hendrik Hermansz kocht toen bouwmaterialen en ook een groot aantal (fruit)bomen.
Er moet ook al eerder een kasteel in Woerden hebben gestaan, want bij de opdracht tot de bouw wordt verwezen naar een ander "Steenen Huys". Vermoedelijk heeft dat kasteel aan de westkant van Woerden gelegen, ter verdediging van Utrecht tegen Holland. Het huidige kasteel is gebouwd in opdracht van de graaf van Holland ter verdediging tegen de bisschop van Utrecht en ligt daarom aan de oostkant van de stad. 
Er zaten verschillende personen in de 16e eeuw gevangen in het kasteel, waaronder de van ketterij verdachte Jan de Bakker en Wendelmoet Claesdochter. 
Tijdens het Beleg van Woerden (1575/1576) was in het kasteel een garnizoen gehuisvest dat de stad verdedigde tegen de Spanjaarden.
In het Rampjaar 1672 werd het kasteel bezet en zwaar beschadigd door de Fransen. Op enige afstand vond de grote slag bij Kruipin plaats.
In 1740 werd het kasteel onderdeel van de Oude Hollandse Waterlinie.
In de Franse tijd liet de Bataafse Republiek er onder andere oud-raadpensionaris Laurens Pieter van de Spiegel, de feministe Etta Palm, en Willem Bentinck en Stefanus Jacobus van Langen opsluiten. Daarna wordt het een ziekenhuis en opnieuw gevangenis, waarin ook Joodse gevangenen worden opgesloten en er koosjer kan worden gekookt. Van 1861 tot 1872 is het een vrouwengevangenis.
Het kasteel heeft vele bestemmingen gehad. Behalve als verdedigingswerk, (militaire) gevangenis (tot 1872), hospitaal en opvangkamp voor Ambonezen, was het kasteel geruime tijd in gebruik als centraal kledingmagazijn van het Ministerie van Defensie.
Tot de slotgracht weer werd uitgegraven, was het kasteel het decor van de oudste burgertaptoe van Nederland, uitgevoerd door de plaatselijke Harmonie de Vriendschap.
Nadat het eind jaren tachtig was gerestaureerd, is het kasteel in gebruik geweest als kantoorruimte voor Logica. In 2006 lanceerde de gemeente Woerden plannen om het kasteel te verbouwen tot woonruimte. Inwoners van Woerden hadden daarbij inspraak in hoe het complex eruit zou komen zien. Sinds 2007 heeft het kasteel gedeeltelijk een horeca-bestemming en is er mogelijkheid tot trouwerijen.

## Afbeeldingen

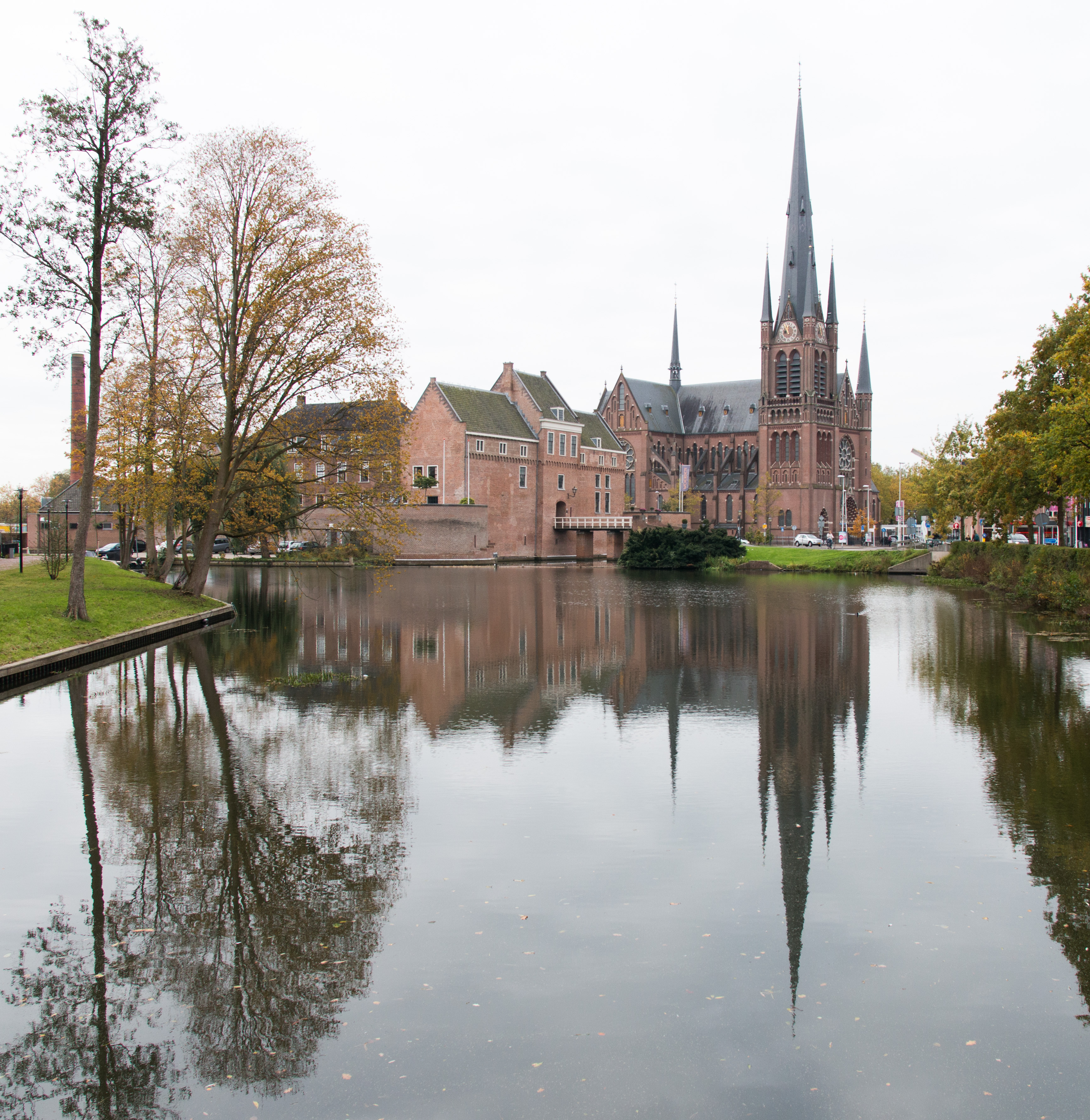
Kasteel en Bonaventurakerk
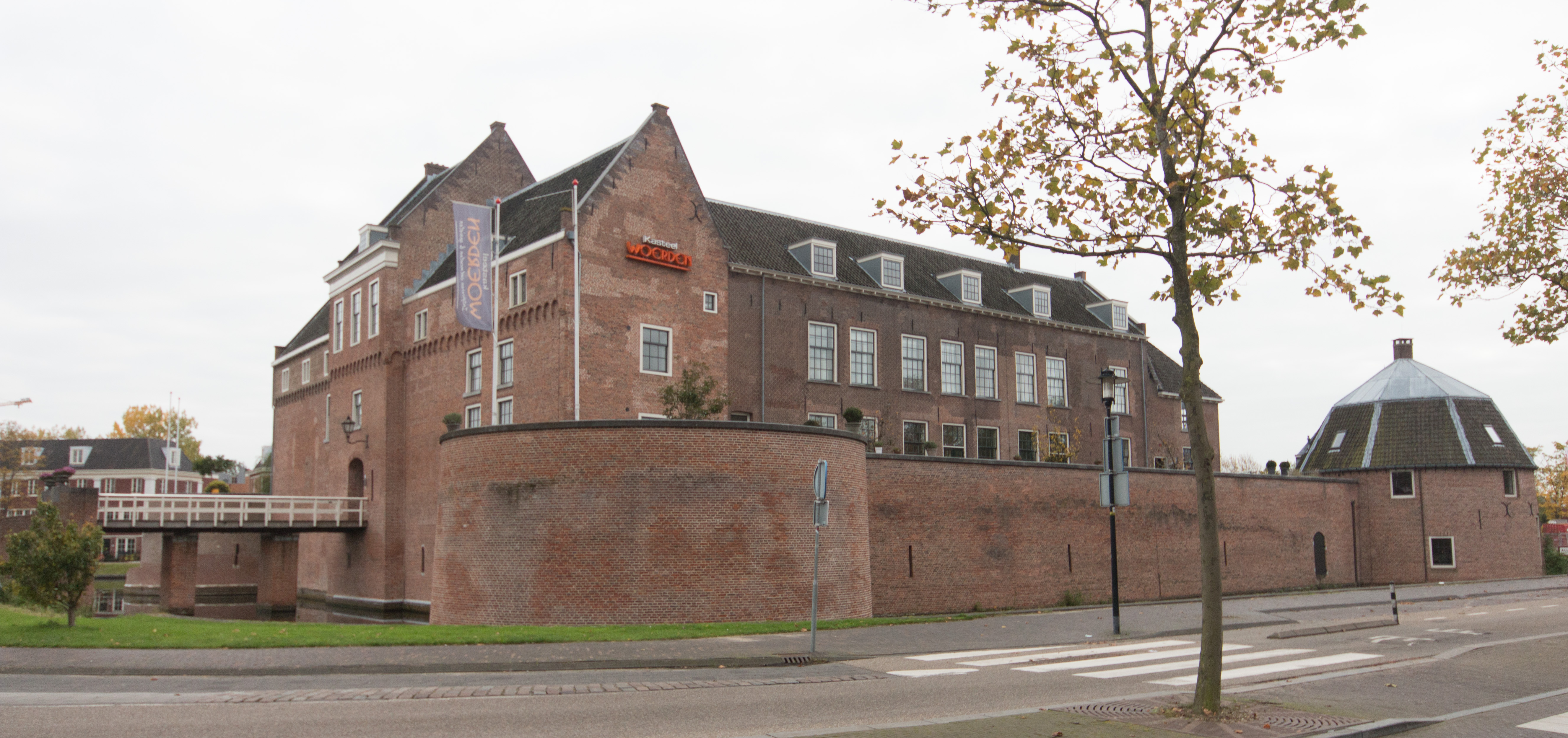
Zijaanzicht
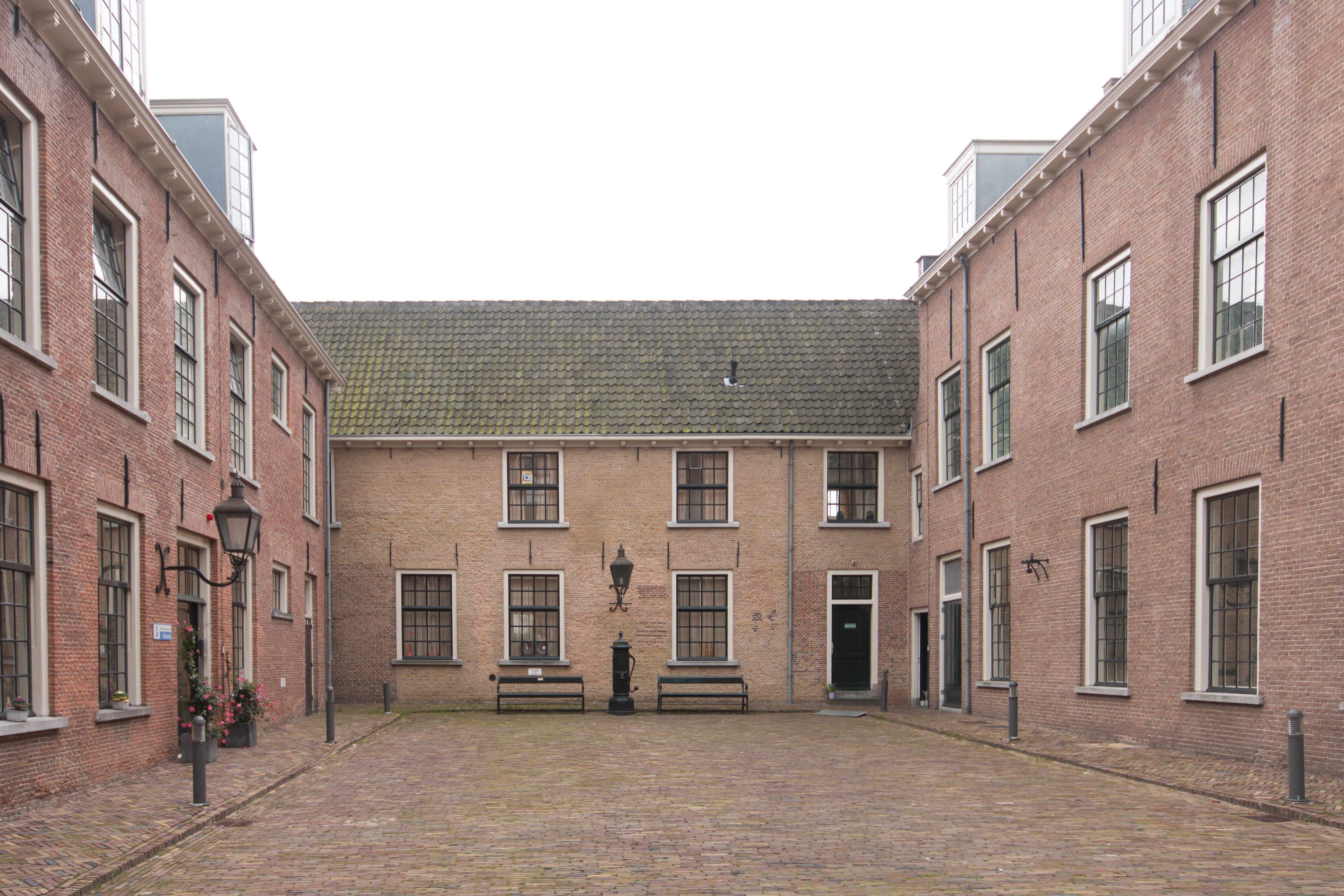
Binnenplaats
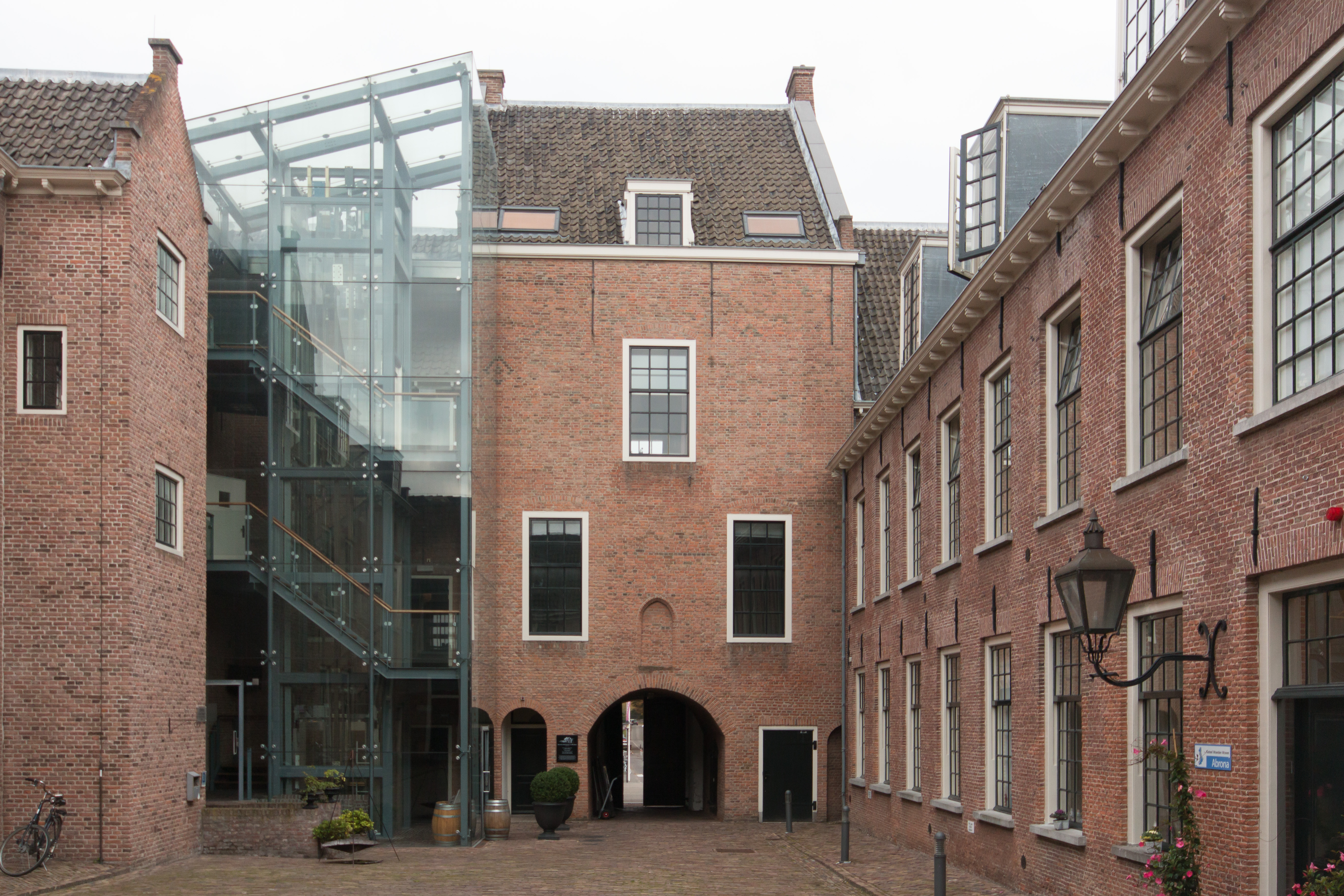
Binnenplaats
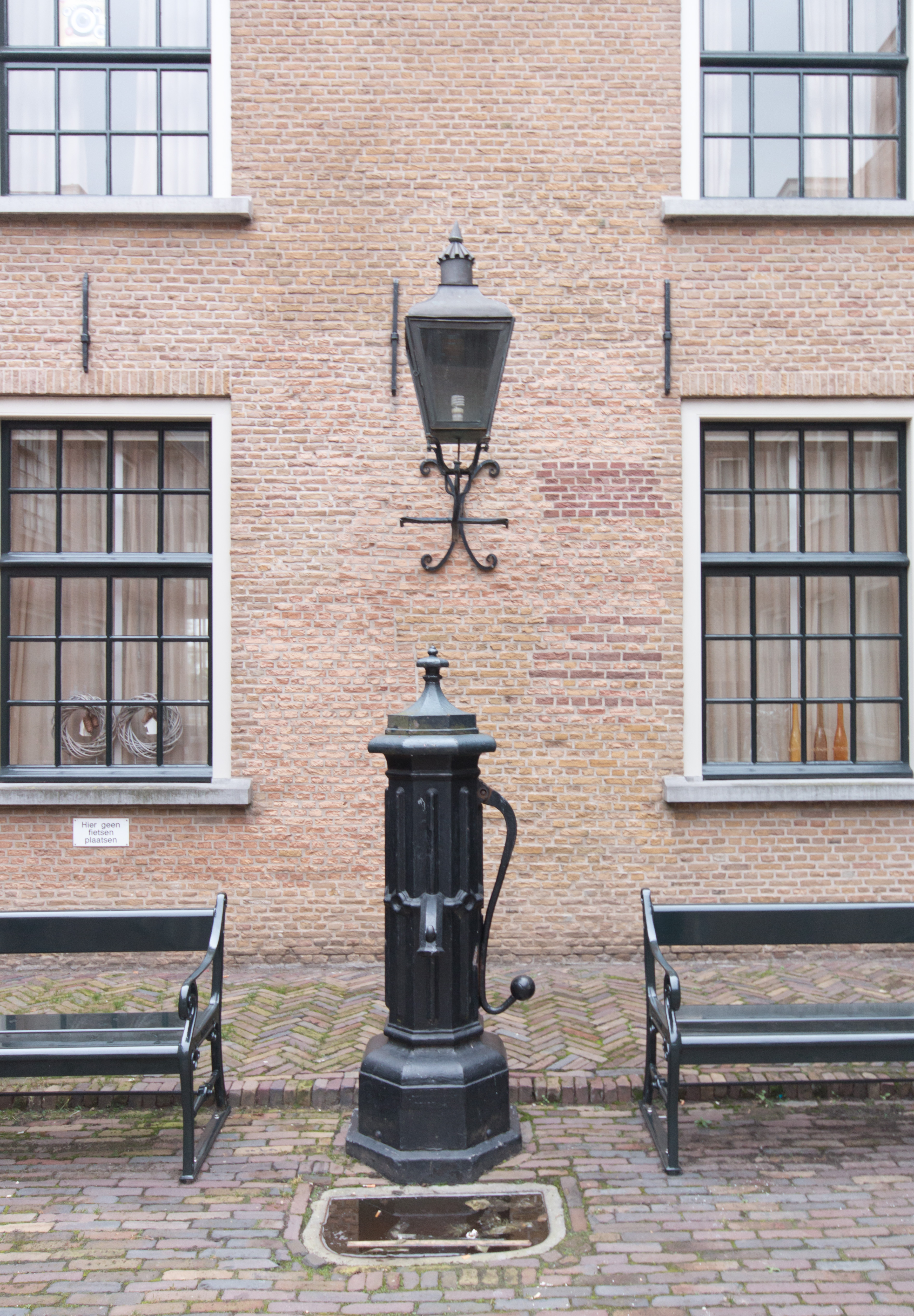
Binnenplaats
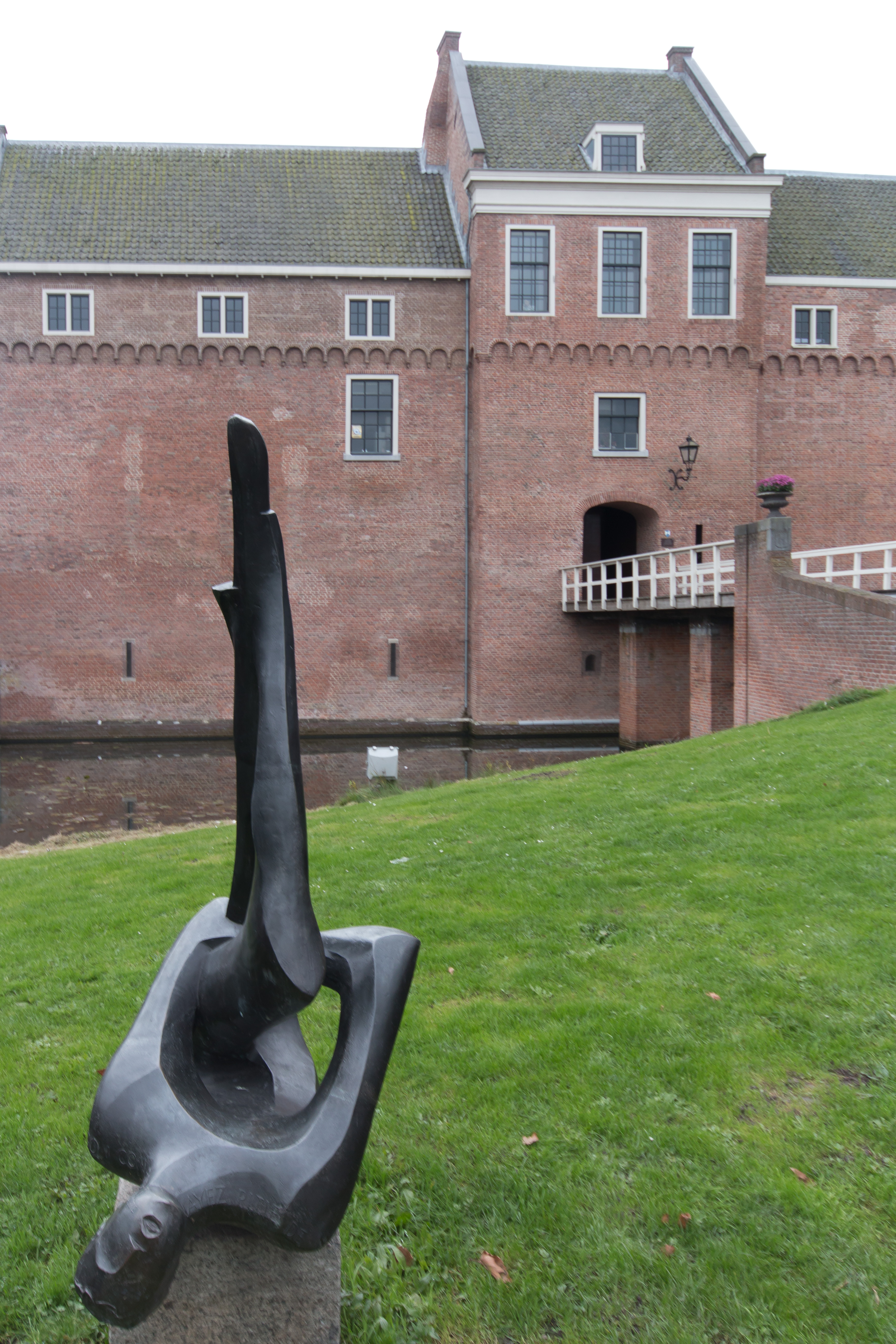
Beeld voor het kasteel
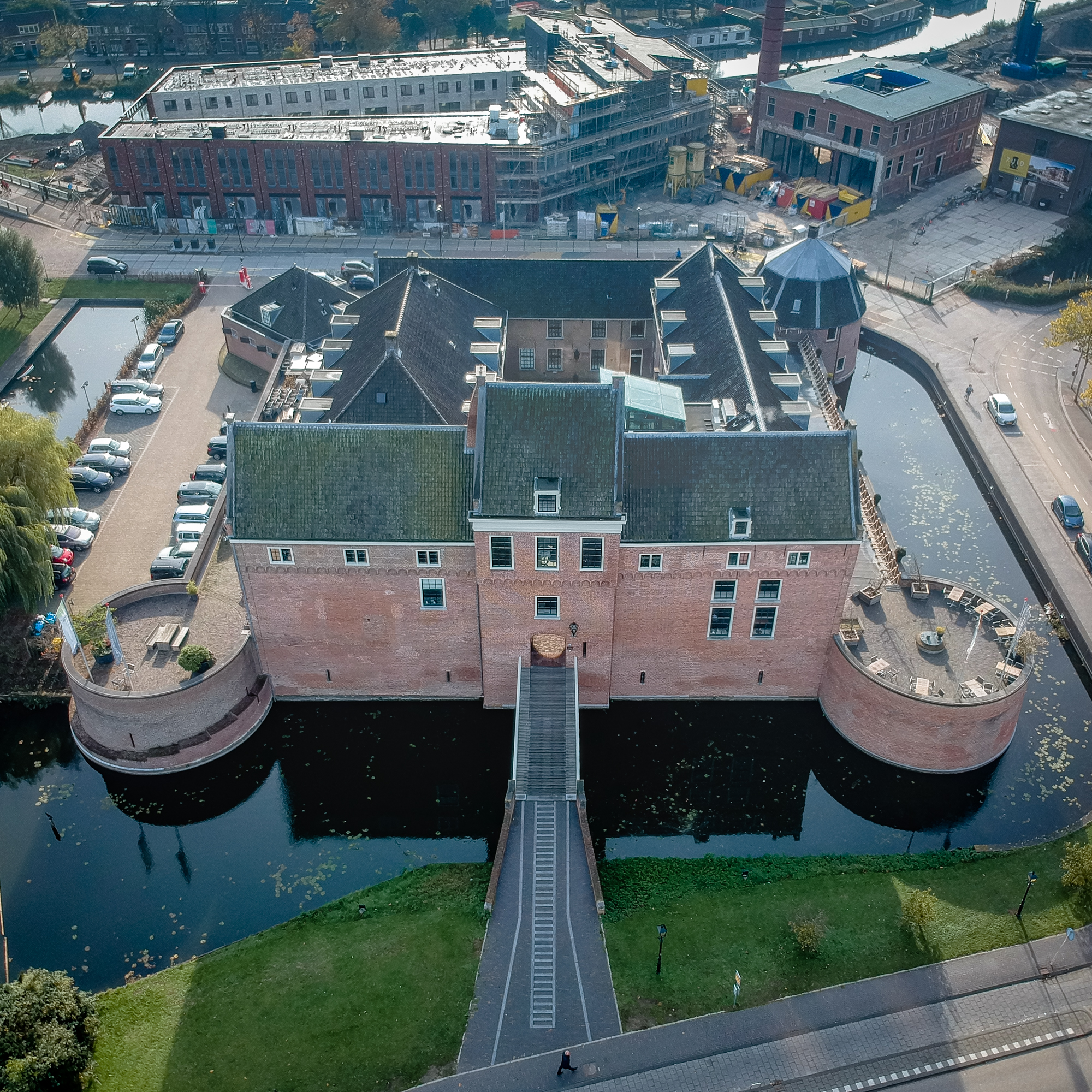
Vanuit de lucht
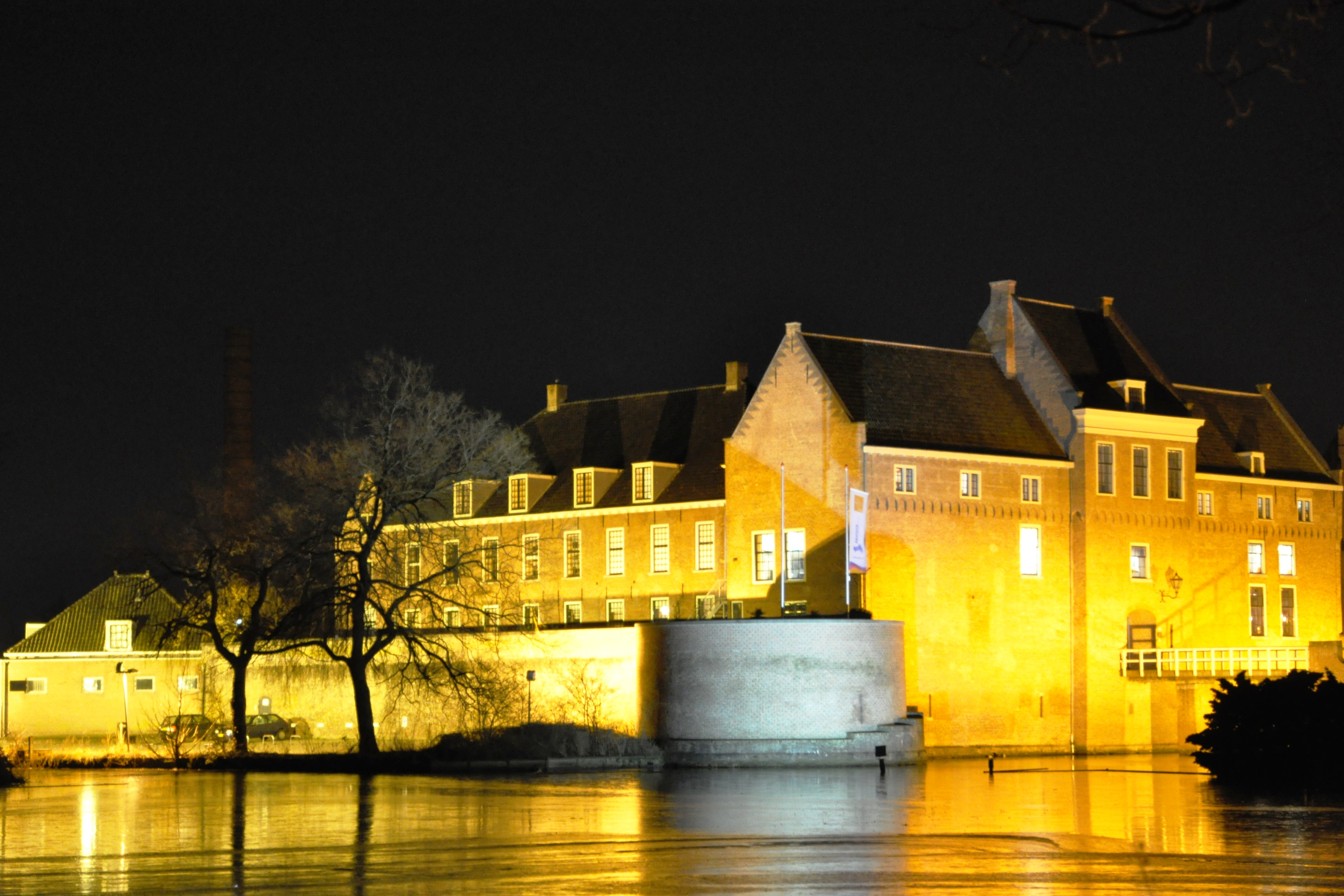
Bij nacht
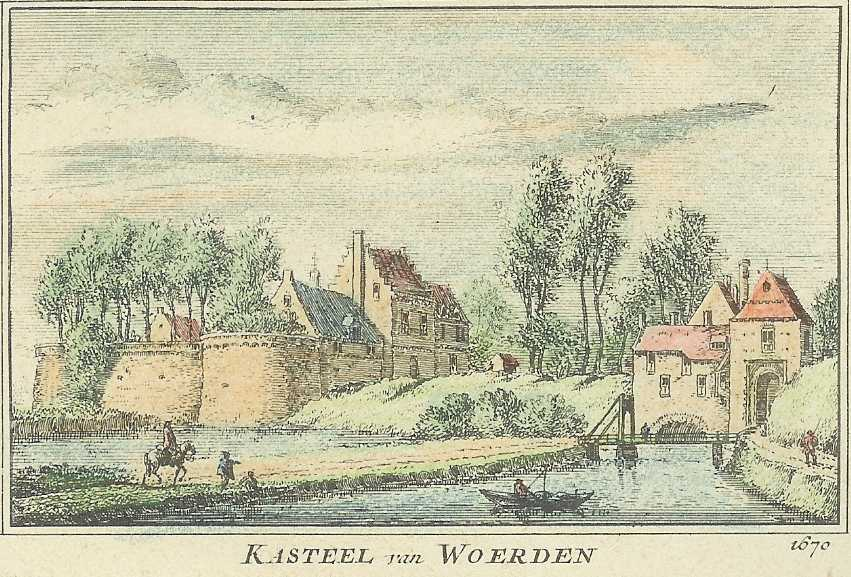
1670
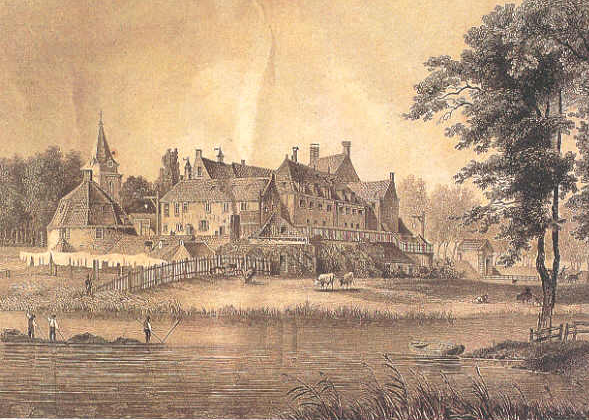
1845
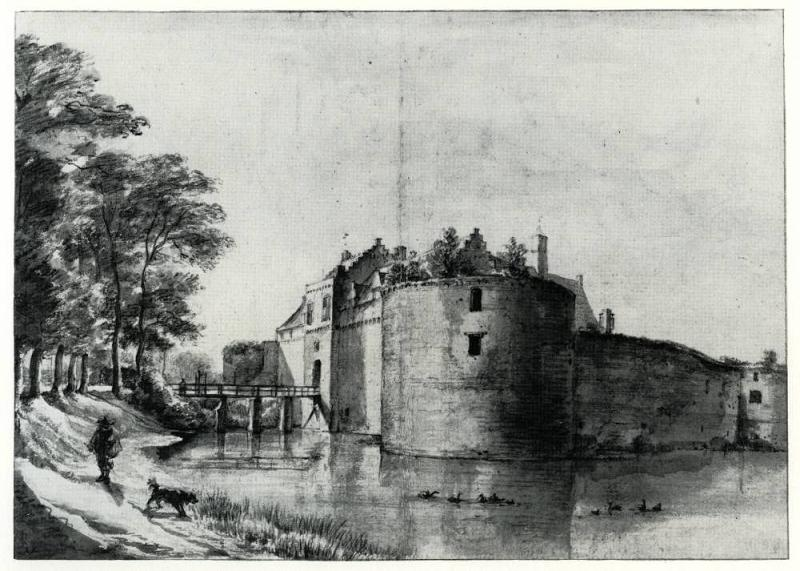
Roelant Roghman, 1646-47